# Jamie Brewer

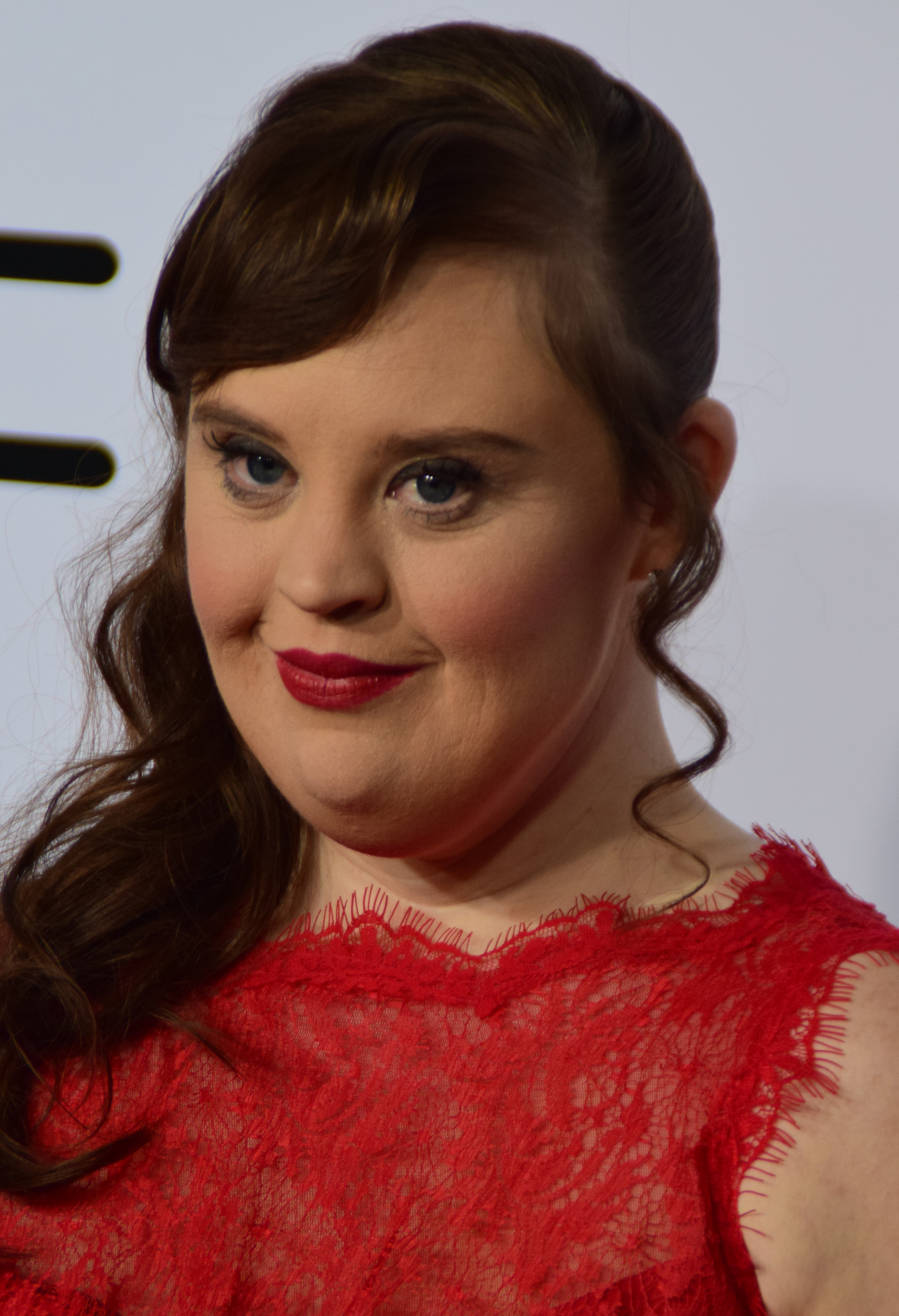
Jamie Brewer (2015)

Jamie Brewer (* 5. Februar 1985 in Kalifornien) ist eine US-amerikanische Schauspielerin, die seit den 1990er Jahren als Theaterschauspielerin arbeitet und seit 2011 auch in verschiedenen Film- und Fernsehproduktionen mitspielt. Die Darstellerin mit Down-Syndrom erreichte vor allem durch ihre Mitwirkung an fünf Staffeln der Serie American Horror Story internationale Bekanntheit. Zudem ist sie in der Arc of the United States, einer Organisation, die sich für Menschen mit geistiger Behinderung und Entwicklungsbeeinträchtigungen einsetzt, aktiv, wobei sie in der Organisation auch höhere Ämter belegte.

## Leben
Ihre Schauspielkarriere begann Brewer etwa um das Jahr 1999 mit kleineren Theaterauftritten in regionalen Vorstellungen. Sie spielt landesweit  in den verschiedenen Theaterstücken, vor allem aber rund um ihre Heimatstadt Houston. Eine Schauspielausbildung erhielt sie am Mt. San Jacinto College in Riverside County, Kalifornien. Sie beherrscht die American Sign Language. Brewer spielt vor allem im Improvisationstheater The Groundlings in Los Angeles Theater.
Brewer engagiert sich in der Arc of the United States, einer Organisation, die sich für Menschen mit geistiger Behinderung und beeinträchtigter geistiger Entwicklung einsetzt. In der Bewegung war sie Präsidentin der ARC im Fort Bend Chapter, wurde dann ins Arc Board des Bundesstaats Texas gewählt und gewann die Wahl ins Executive Board, wo sie das Amt des Schatzmeisters bekleidete.
In dieser Position diskutierte sie als Sprecherin des Organisationsregierungsausschusses des Staates Texas im Texas State Capitol mit den Senatoren über eine Änderung von Gesetzen. Dabei ging es unter anderem um die Entfernung des Wortes retard (für zurückgeblieben) aus der texanischen Gesetzgebung sowie um eine bessere Einbindung und Eingliederung für Menschen mit geistiger Behinderung und eingeschränkter Entwicklung in Texas. Seit diesem Zeitpunkt wird in der Gesetzgebung des Bundesstaates Texas statt retard der Begriff Intellectual Developmental Disability verwendet. Weiterhin engagiert sie sich in anderen gemeinnützigen Organisationen wie der DSALA (Down Syndrome Association of Los Angeles), der DSiAM (Down Syndrome in Arts&Media), der BTAP (Global Movement for Budget Transparency, Accountability and Participation), dem National Down Syndrome Congress, der AAPD (American Association of People with Disabilities of the United States) und Civitan International.
Am Souper Bowl of Caring Houston Food Drive hielt sie in zwei aufeinanderfolgenden Jahren eine Rede. Wegen ihrer Popularität und ihrer guten Theaterausbildung erhielt sie 2011 die Möglichkeit, an der Fernsehserie American Horror Story mitzuwirken. Sie spielte in der ersten Staffel die Rolle der Adelaide „Addie“ Langdon, einer geistig behinderten, aber cleveren und gerissenen jungen Frau. In der dritten Staffel übernahm sie die Rolle der Nan, einer jungen rätselhaften Hexe, die hellsehen kann, und in der vierten Staffel die der Bauchrednerpuppe Marjorie. In der zweiten Episode der fünften Staffel von Southland war sie als Amanda zu sehen.
Im Februar 2015 lief sie für die Kampagne „Role Models Not Runway Models“ (deutsch: Vorbilder, keine Models) als erstes Model mit Down-Syndrom über den Laufsteg der New York Fashion Week.

## Filmografie
- 2011, 2013–2015, 2017–2018: American Horror Story (American Horror Story, Fernsehserie)
- 2013: Southland (Fernsehserie, Episode 5x02)
- 2019: The Hoarding (Kurzfilm)
- 2020: Seattle Firefighters (Fernsehserie, Episode 3x06)
- 2021: Cherry – Das Ende aller Unschuld (Cherry)
- 2021: American Horror Stories (Fernsehserie, Episode 1x07)

## Trivia
- In Jagatjoti Singh Khalsas Fotobuch I’m Down with You sind Fotos von Jamie Brewer enthalten. (Jagatjoti S. Khalsa, Darren Setter: I’m Down with You. The Other Person Is You, Portland 2010, ISBN 978-0-615-35731-7 (englisch).)
- Brewer wird unter anderem durch das KSR Talent Agency vertreten.